# Eaismo
El eaismo (de era atómica e -ismo) fue un movimiento artístico de la era nuclear, nacido en Italia en 1948, gracias al pintor Voltolino Fontani y otros artistas italianos.

## Características
El movimiento creó un manifiesto, muy crítico respecto a la era nuclear y  de la energía nuclear, tres años antes del manifiesto místico de Salvador Dalí, elaborado en el año 1951, y  del movimiento  pittura nucleare encapezado por Enrico Baj.,